# HR 8799
HR 8799 é uma estrela da sequência principal localizada a 129 anos-luz (39 parsecs) da Terra na constelação de Pegasus. Possui cerca de 1,5 vezes a massa solar e 4,9 vezes sua luminosidade. É parte de um sistema que contém também um disco de detritos e pelo menos quatro planetas gasosos. Juntamente com Fomalhaut b, os planetas b, c e d do sistema foram os primeiros planetas extrassolares com movimento orbital confirmado através de imagens. Essa estrela é uma variável Gamma Doradus: sua luminosidade muda devido a pulsações não radiais na sua superfície. É classificada também como uma estrela Lambda Boötis, o que significa que tem uma carência de metais nas camadas superiores da atmosfera. Isso pode ser causado por acreção de gás circunstelar pobre em metais. É a única estrela conhecida que é uma variável Gamma Doradus, uma estrela Lambda Boötis e uma estrela como Vega (uma estrela com emissão infravermelha excessiva causada por um disco circunstelar).

## Tipo espectral e metalicidade
HR 8799 é membro da classe Lambda Boötis (λ Boo), um grupo de estrelas peculiares com uma falta incomum de metais na atmosfera superior. Por causa disso, estrelas como HR 8799 têm um tipo espectral bem complexo. A forma das linhas de hidrogênio e a temperatura efetiva correspondem ao espectro típico de uma estrela F0 V. No entanto, força da linha K de cálcio II e as linhas metálicas são mais parecidas com uma estrela A5 V. Seu tipo espectral é então escrito como kA5 hF0 mA5 V; λ Boo.
Análises detalhadas do espectro de HR 8799 mostraram que a estrela é mais abundante em carbono e oxigênio que o Sol. Algumas estrelas Lambda Boötis têm a mesma abundância em enxofre que o Sol, mas esse não é o caso de HR 8799; a abundância em enxofre é apenas 35% do nível solar. A estrela também é também pobre em elementos mais pesados que sódio: por exemplo, a abundância em ferro de HR 8799 é apenas 28% da solar. Observações asterosísmicas de outras estrelas Lambda Boötis pulsantes sugerem que o padrão de abundância peculiar dessas estrelas são apenas na superfície: a composição do interior é mais normal. Isso pode indicar que a abundância de certos elementos são o resultado da acreção de gás pobre em metal da região ao redor da estrela.

## Sistema planetário
Em 13 de novembro de 2008, Christian Marois do Herzberg Institute of Astrophysics no Canadá e sua equipe anunciaram a descoberta de três planetas observados diretamente orbitando HR 8799 com os telescópios Keck e Gemini no Havaí, usando óptica adaptativa para fazer observações no infravermelho. Observações precovery do planeta mais externo foram achadas em imagens obtidas em 1998 pelo instrumento NICMOS do Telescópio Espacial Hubble, quando uma nova técnica de processamento de imagens foi aplicada. Outras observações em 2009–2010 revelaram a presença de um gigante gasoso orbitando dentro dos outros planetas.
| Planeta | Massa     | Semieixo maior (UA) | Período orbital (anos) | Excentricidade |
| ------- | --------- | ------------------- | ---------------------- | -------------- |
| b       | 5+2 −1 MJ | ~68                 | ~460                   | >0,04          |
| c       | 7+3 −2 MJ | ~38                 | ~190                   | >0,04          |
| d       | 7+3 −2 MJ | ~24                 | ~100                   | >0,04          |
| e       | 7+3 −2 MJ | ~14,5 ± 0,5         | ~45                    | ?              |

### Disco de detritos

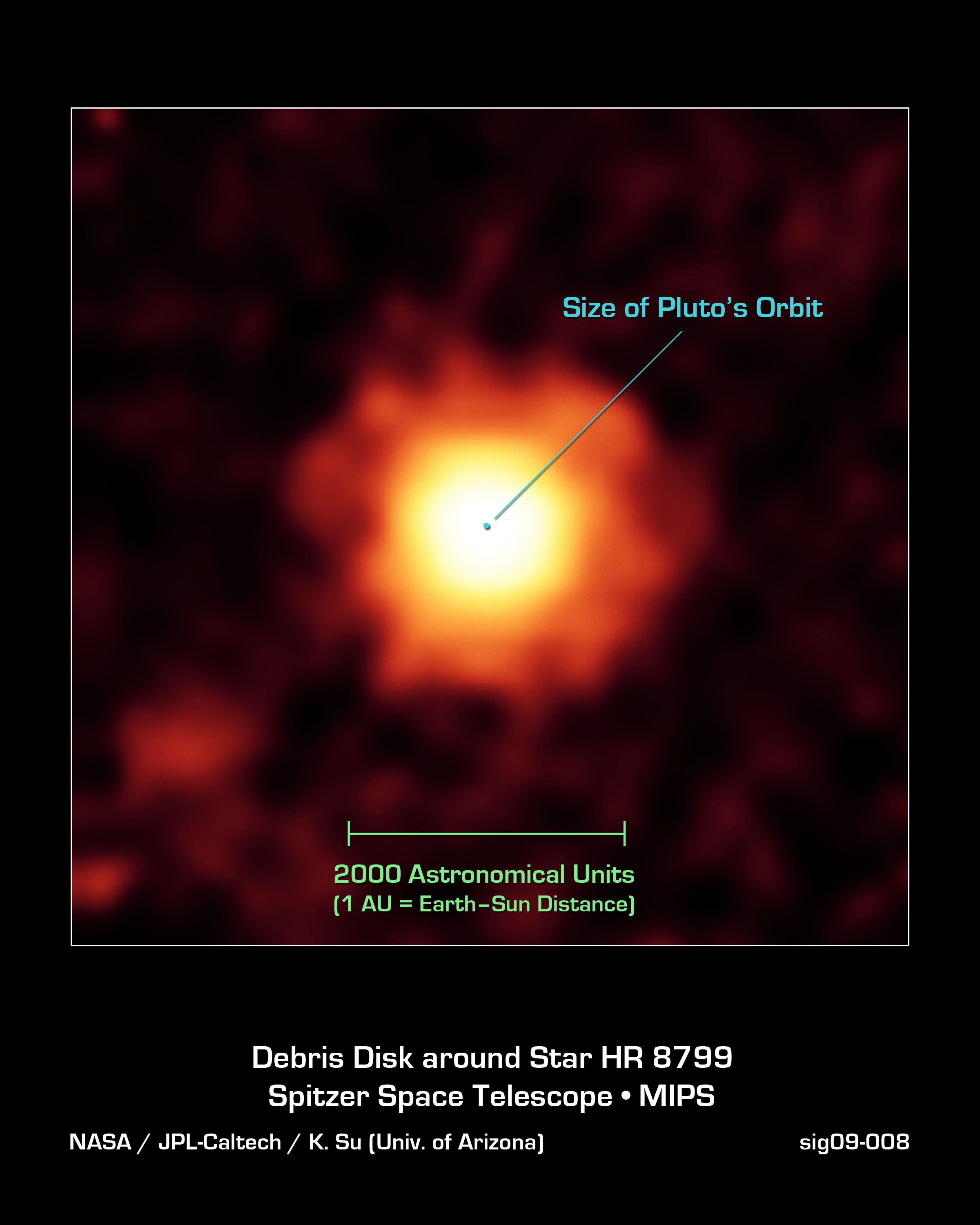
Imagem infravermelha do disco de detritos de HR 8799, obtido pelo telescópio Spitzer em janeiro de 2009. O pequeno ponto no centro é do tamanho da órbita de Plutão.

No sistema há também um disco de poeira como o cinturão de Kuiper que orbita HR 8799 a uma distância de cerca de 75 UA. É um dos discos de poeira mais massivos já descobertos. Há um outro disco de poeira dentro da órbita do planeta mais interno.
Em janeiro de 2009 o Telescópio Espacial Spitzer obteve imagens do disco. Três componentes dele foram distinguidos:
1. Poeira quente (T ~ 150 K) orbitando junto com o planeta mais interno (e). As bordas internas e externas desse cinturão estão próximas a uma ressonância 4:1 e 2:1 com o planeta.[6]
2. Uma grande zona de poeira fria (T ~ 45 K) com a borda interna orbitando perto do planeta mais externo (a). A borda interno desse cinturão está próximo de uma ressonância 3:2 com o planeta.[6]
3. Um halo dramático de pequenos grãos originando na parte fria do disco.

O halo é anormal e implica um alto nível de atividade dinâmica que provavelmente se deve à agitação gravitacional dos planetas massivos. Colisões provavelmente estão ocorrendo entre corpos simiares aos do cinturão de Kuiper e os três grandes planetas talvez ainda não estabeleceram suas órbitas finais e estáveis.
Na foto, a parte brilhante branco-amarelada do disco de poeira vem do disco frio externo. O grande halo, visto em vermelho e laranja, tem um diâmetro de cerca de 2 000 AU. O tamanho da órbita de Plutão (≈ 80 AU) é mostrado no centro da imagem para comparação.